# 손힘찬
손힘찬(2002년 7월 17일 ~ )은 KBO 리그 키움 히어로즈의 투수이다.

## 키움 히어로즈시절
2025년에 입단하였다. 2025년 5월 3일 kt wiz와의 경기에 출전하며 데뷔 첫 경기를 치렀고, 경기에서 1이닝 무실점 1사사구를 기록하였다.

## 출신 학교
- 화산초등학교
- 현도중학교
- 세광고등학교
- 동아대학교